# Parque Científico y Tecnológico Agroalimentario de Lérida
El Parque Científico y Tecnológico Agroalimentario de Lérida es, una apuesta estratégica y ambiciosa para Lérida que fija sus valores en la innovación, la calidad, la especialización, el dinamismo, el prestigio científico y académico y, claramente, en una vocación de liderazgo verosímil.
El Ayuntamiento de Lérida con el objetivo de dinamizar la actividad económica de la zona ofreciendo la posibilidad de incremento de la competitividad del tejido empresarial mediante la innovación y la transferencia de conocimiento con el mundo científico y académico, decidió, junto con la Universidad de Lérida, la creación del Parque Científico y Tecnológico Agroalimentario de Lérida y lo situó en un lugar emblemático de la ciudad, la Colina de Gardeny.
La ventaja competitiva del Parque radica en la oportunidad de una firme especialización en la agroindustria, sustentada en el peso del sector agroalimentario en la economía del territorio leridano, con la visión de ser -y ser reconocido- como el parque científico y tecnológico de referencia de este sector agroalimentario en  Cataluña, España y el Sur de Europa.